# Classroom☆Crisis
『Classroom☆Crisis』（クラスルーム・クライシス）は、2015年7月から9月までMBSほか『アニメイズム』B1で放送されたテレビアニメ。通称『クラ☆クラ』。
放送開始時までストーリー概要は公表されず、第1話から徐々にその全容が明らかにされていった。
第2話の劇中番組で流れたナレーションは窪田等が担当している。

## 企画
丸戸によると、2010年頃にMBSのアニメプロデューサーを務める前田俊博と飲みを交わした事がきっかけであると言う。その成り行きから食事会が開かれた際、本作の前に同じ枠で放送された『結城友奈は勇者である』の原案を担当したタカヒロも居たとの事。
また、本作の主たる舞台となる「A-TEC」は「企業のレースチーム」をモチーフにしており、教室に居られる最少人数として10人のメンバーが設定された。

## あらすじ
太陽系の各惑星がテラフォーミングされ、そこに地球各国の領土が設定され、多くの人々が定住するようになった時代。火星に建設された日本の新たな都道府県の1つ、第四東京都の霧科市（きりしなし）にある「霧科科学技術学園」には、一風変わったクラスが存在していた。
ここに所属する生徒は、昼は学園で学び、放課後は学園の経営母体である「霧科コーポレーション」の社員として発展型試作ロケットの開発に携わっていた。それが「先行技術開発部 教育開発室」、通称「A-TEC」（エイテック）である。
ある日、A-TECにやってきた1人の転校生がやってくることになり、トラブルに巻き込まれた彼をA-TECのテストパイロットである白崎イリスが迎えに行った。
転校生は霧科コーポレーションの経営者一族の1人・霧羽ナギサ。室長・瀬良カイト以下のA-TECメンバーに自分が新たに先行技術開発部長に就任したことと、多額の予算を費やしながら一向に成果が上がらないA-TECのリストラを宣告する。
これに反発するカイトはA-TEC解散を阻止すべく各所に奔走する。一方、ナギサの兄で霧科コーポレーション専務の霧羽ユウジはA-TEC自体の即刻解散を狙う思惑を抱いていたが、それを嗅ぎ付けたナギサと対立する。だがユウジの策略を逆手に取り、ナギサは彼を僻地に移動させることに成功する。
A-TECではナギサもただの一生徒であり、委員長瀬良ミズキに街を案内されたり、他生徒から一番下っ端としてパシリ扱いされたり、修学旅行に連れて行かれたりする。またカイトは学業にも手を抜かせず追試を命じ、ミズキは居残り勉強に付き合う。メンバーと交流や仕事を一緒にするうちにA-TECとも仲間意識が芽生えていく。
A-TECをつぶさず存続させる方法を模索するナギサは、選挙に絡み裏で画策し古林議員の後ろ盾を手に入れる。さらに副社長を味方につけ、A-TEC廃止への反対決議を提出した。だがそれら全てを見抜いていた社長でありナギサの長兄である霧羽カズヒサに先回りされ、副社長すら賛成することなく彼の決議はつぶされる。
実はカズヒサは軍需部門を立ちあげようとしており、そのためにエンジン設計の天才、瀬良カイトの力が必要であり、A-TECをつぶすのもそのためだった。ナギサ自身にもこのプロジェクトの担当重役になるように告げ、さらに実はナギサが替え玉だと気がついており、彼の忠誠心と復讐心を笑い飛ばした。
全てを乗り越えようやく復讐に成功すると思った矢先にすべてをひっくり返され強い敗北感と挫折感を味わうナギサは、A-TECに1人残り整備作業をしていたミズキに「いまさら足掻いてなんになる」と罵倒する。だがそれはナギサの泣き言だと気がついたミズキに癒され、2人は泣き笑いながらキスを交わす。
ナギサは社長の犬になることを、カイトは兵器開発に協力することを拒み、A-TEC内で仲間割れもあったものの、とにかく最終プレゼンまでにロケットを作ろうと一致団結する。だがナギサが恨み骨髄のユウジにさらわれ耐久性のないロケットに乗せられてしまう。
最終プレゼン当日、無人の衛星に向かい高速で飛んでいくロケット。助けに行くためにロケットに乗り込もうとするイリス。彼女は自分が「科宮ナギサ」であり、現ナギサが自分の幼馴染であることを思い出していた。ミズキもサポートとしてロケットに乗ることになり2人で助けに行くことに。
一方、プレゼンのカイトは、この2人の飛行を持って前人未到の高速航行の宣伝とする。これを可能にしたのはA-TEC全員の力だと。イリスとナギサは衝突直前でナギサが乗ったロケットとドッキングすることに成功する。
だがA-TECの解散撤回は認められなかったため、メンバーたちは辞職願を出す。このデモンストレーション映像を企業や投資家にも配信していたため、スポンサーが集まって独立するのだ。カズヒサは新しいエンジンは会社のものだぞと慰留するが、本当に重要なのは半年でエンジンを開発したカイトとその仲間たちだ、とナギサは啖呵をきる。
全てを思い出したイリスは、ナギサとミズキの関係に焼餅めいたものを焼いていて、この三角関係にナギサはどうすればと嘆く。その何日か後、新会社の発足式が行われナギサは自分たちの力で天下をとることを宣言した。

## 登場人物
担当声優の発表は、株式会社霧科コーポレーションの人事発令の形をとっている。

### 霧科科学技術学園 / A-TECメンバー

#### 主人公
瀬良 カイト（せら カイト）
声 - 森久保祥太郎
ポスト「担任教師」「教育開発室・室長」「先行技術開発部・次長」
本作の主人公。霧科コーポレーションの通称「A-TEC」の室長、兼、担任。途中、ナギサの計略で先行技術開発部の次長という管理職に昇進させられる。
ミズキの兄。両親をなくしており現在は妹との2人暮らし。
優れたエンジニアで、生徒たちと新たなエンジン開発の実現に挑んでいる。
生徒たちと年齢が近く人気はあるが尊敬というよりは仲間感覚でよくからかわれている。熱血で暑苦しい説教はうざがられている。
A-TEC解体の危機に立たされる中、それを回避せんと奔走している。
霧羽 ナギサ（きりゅう ナギサ）
声 - 内田雄馬
ポスト「先行技術開発部・新部長」
本作のもう1人の主人公。霧科コーポレーションの創業家の三男。もう1つの創業家である科宮家の最後の1人で「科宮ナギサ」で霧科家に引き取られた。
16歳の時に霧科に入社し、不採算部署を次々とV字回復させた実力の持ち主。第1話で高等部3年生に編入され、生徒としてA-TECに所属しているが、笹山の後任として派遣された先行技術開発部長でもある。兄のユウジの意向を受けて金喰い虫のA-TECのリストラを目論むが、それを阻止せんとするカイトの手腕を認める一面を持つなど、A-TEC自体を即刻取り潰すことを最大の目的としているユウジとは意見の食い違いも見られ、かつて手掛けた事業の回復ぶりも上層部の意向を無視したものであることが示唆されている。
実は「科宮ナギサ」ではなく科宮家に仕えた「白崎一族」の最後の1人で、本名は不明。6歳の時、霧科コーポレーションの株式譲渡を迫る霧羽家から、本物の科宮ナギサを地球へ逃がすために替え玉になった。その後、科宮家がロケット事故に合い、科宮家の権利を欲する霧羽家に替え玉であることに気がついていたが引き取られた。
終盤、瀬良ミズキと恋愛関係に進展し、DVD特典小説では正式に付き合っている。
彼の「人事発令」は地上波局の第1話放送終了後に出された通り、シークレットキャラクター扱いであった。

#### ヒロイン
瀬良 ミズキ（せら ミズキ）
声 - 小澤亜李
ポスト「エンジニア」
本作のヒロイン。高等部3年生。カイトの妹で、熱血の兄に多少困惑しつつも基本は尊敬し応援している。両親を亡くし2人暮らし。家事が一切できない兄に変わり一手に引き受けており、おにぎりをよく作ってカイトや友達のイリスなどA-TECメンバーに差し入れしている。
イリスは友人でミズキは感情の読み取りにくい彼女の良き理解者。
優しく明るいがおせっかいな性格で、委員長として転校生であるナギサの世話を焼くうちにナギサの弱った心に寄り添うこととなる。試作ロケットの整備中、暴言を吐くナギサが実は泣き言を言ってることに気がつき、彼をなぐさめているうちに心を通わせオイルで汚れた整備服と顔のままナギサとキスを交わす。アニメの最終回ではイリスと三角関係になるが特典の小説ではナギサと付き合っている。
白崎 イリス（しらさき イリス）
声 - 雨宮天
ポスト「テストパイロット」
本作のもう1人のヒロイン。高等部3年生。ミズキとは高校以前からの友達関係。
ロケットの操縦技術は天与の才を見せるが、安全意識は薄弱でバイク通学の際にもスピード狂である。感情の起伏が少ない少女だが、ミズキのことは大事に思っており彼女が困っていると手助けしたり、裸を覗かれたと勘違いした際は本気で怒っていた。
幼少の記憶がないが、実は科宮家の唯一の生き残りの「科宮ナギサ」。終盤、記憶を取り戻すが、幼少時に遊んでいた霧羽ナギサを好きだったことも思い出し、アニメの最後はミズキと三角関係になってしまう。

#### A-TEC
服部花子（はっとり はなこ）
声 - 小林ゆう
ポスト「経理部予算管理室所属」「副担任」。
ナギサの部長付監査員としてA-TEC運営コスト削減をする。またユウジの調査も密かに行っている。忍者としての資質も持っている模様。
本名に対してかなりのコンプレックスを抱いている様子で、普段はアンジェリーナ（Angelina）と名乗っている。
領家 マコト（りょうけ マコト）
声 - 津田美波
ポスト「材料技術」
高等部3年生。A-TECでは開発機体の材料発注を担当している。性格は姉御肌で不測の事態に対しても冷静にふるまう。コジローと共にA-TECのツッコミ役に回ることが多い。
北原 コジロー（きたはら コジロー）
声 - 豊永利行
ポスト「デザイナー」
高等部3年生。A-TECでは機体のデザイナーを務める。年齢より大人っぽいがどことなくチャラい。数少ないA-TEC男子生徒のサクゴ、スバルとつるんでいる。
花岡 ツバサ（はなおか ツバサ）
声 - 洲崎綾
ポスト「広報・プロモーション」
高等部2年生。コミュニティ能力が高く広報をまかされている。担任であり上司のカイトを「カイトっち」と敬意をこめてあだ名で呼ぶ。
舞岡 サクゴ（まいおか サクゴ）
声 - 近藤孝行
ポスト「IT制御担当」
高等部2年生。A-TECでは機体のIT制御全般を担当する。猫背で眼鏡をかけておりどことなくオタクっぽい。だが情報処理とハッキングの技術は一流で5話や20話ではその技術が役に立った。
能年 ユナ（のうねん ユナ）
声 - 阿澄佳奈
ポスト「経理・事務」
高等部2年生。A-TECの経理・事務を担当するが、コスト観念の薄いA-TECの面々に振り回されている。数学オリンピック日本代表に選出されるほどの才媛。A-TECの予算が大幅に削減された4話では、霧科の会計規則の穴を突く手段で再度予算獲得を成功に導いている。
上永谷 アキ（かみながや アキ）
声 - 夏川椎菜
ポスト「エンジン整備」
高等部2年生。A-TECではエンジン整備を担当。カイトのエンジン技術に強い憧れを持ってA-TECに入った。ショートカットでボーイッシュ。重度のメカフェチで作業が長引き徹夜が続こうが気にならない。規定を超えて作業するので経理のユナからワーカホリックを注意されている。
八槙 スバル（やまき スバル）
声 - 南條愛乃
ポスト「燃焼試験」
高等部1年生。A-TECではエンジンおよび補助ブースターの燃焼試験を担当。中性的な顔で黙っていると女子に間違われることがある。だが性格は自信満々で生意気な少年である。
小鳥遊 カオルコ（たかなし カオルコ）
声 - 堀江由衣
ポスト「オペレーター」
高等部1年生。A-TECではテスト飛行時の通信オペレーターを担当するが、平時はマコトの補佐として材料の管理を担当している。A-TECの最年少メンバーでおとなしい性格。

### 霧科家
霧羽 カズヒサ（きりゅう カズヒサ）
声 - 井上和彦
ポスト「霧科コーポレーション・代表取締役社長」
ナギサの長兄。実は軍需産業への進出を目指しており、会社内部だけでなく政界にも手を回し。A-TEC取り潰しは優秀なエンジン設計の才能を持つ瀬良カイトを軍事技術開発の主要メンバーとするため。
ナギサが本当の「科宮ナギサ」でないことに気がついていたが、父ヤスヒサが科宮家の権利を手にするため弟として引き取った。実の弟であるユウジがナギサに失脚させられても、才能のあるナギサを優先した。だが、ナギサが彼を裏切ろうとした際は先手を打ってそれを回避し、ナギサに対し自分の駒となるように告げる。
霧羽 ユウジ（きりゅう ユウジ）
声 - 吉野裕行
ポスト「霧科コーポレーション・専務取締役」
ナギサの次兄。A-TECの即刻解体を目論む。ナギサを手駒に使い色々やっていたが、そのナギサの裏工作により選挙戦に失敗し出向させられる。
終盤、ナギサの前に姿を見せると同時にナギサを刺し拉致する。狂気の表情でナギサを罵倒し暴力を振るい制御不能のロケットに無理やり乗せた。
霧羽 貴久（きりゅう たかひさ）
霧科コーポレーション創設者。70年前に高校生であった科宮漣一郎と共にベンチャー企業として創立した。

### 霧科コーポレーション
笹山 セイゴウ（ささやま セイゴウ）
声 - 西村知道
ポスト「霧科コーポレーション・先行技術開発部部長」
ナギサの前任の先行技術開発部部長で、霧科科学技術学園の校長を兼務している。A-TECのよき理解者。ユウジ・ナギサたちのA-TECリストラ策を察知し、対外向けの宣伝広報番組を打って牽制し、A-TEC解体の危機に立たされたカイトを激励している。
柳井 ゲンゾウ（やない ゲンゾウ）
声 - 清川元夢
ポスト「霧科コーポレーション・取締役副社長」
山本 シゲル（やまもと シゲル）
声 - 屋良有作
ポスト「霧科コーポレーション労働組合執行委員長」「全霧科労漣事務局長」「ロケット総連執行委員」
労働組合に助けを求めたカイトに協力しようとするが、カイトが管理職側になった途端手の平を返す。またそれまでは大宇宙党所属村上議員を支援していたが、古林議員移籍に伴い村上議員を見限る。
科宮 漣一郎（しなみや れんいちろう）
霧科コーポレーション創設者。A-TECは彼が残したもの。

### その他
古林 ケンショウ（ふるばやし ケンショウ）
声 - 有本欽隆
政権与党である星民党（せいみんとう）で元経済産業大臣。霧科コーポレーション（会社）側が支持しており、多額の不正資金の流用が行われている。総選挙直前に星民党を離党し大宇宙党に移籍。
村上 サダユキ（むらかみ サダユキ）
声 - 小西克幸
野党第一党である大宇宙党（おおぞらとう）所属・ロケット総漣組織内議員。霧科コーポレーション労働組合側が支持しており、知名度のあるカイトを政治利用しようとしていた。しかし古林議員移籍に伴い推薦を取り消されたため離党し無所属で出馬、落選する。
園崎タケヒコ（そのざき タケヒコ）
声 - 石住昭彦
大宇宙党幹事長。ナギサの計画に乗り古林議員と密約を交わす。
ジェイソン・リー
声 - 森田順平
システム工学の権威。カイトの留学時代の指導教授。彼を狙いシャトルがハイジャックされたが、直前に偶然乗り合わせることになった花子とイリスの活躍もあり、無事に霧科コーポレーションに到着出来た。ジェイソン・リーの要望でエンジン設計の天才瀬良カイトをメンバーに引き入れる

## スタッフ
- 原作 - MONTWO
- 監督 - 長崎健司
- 助監督 - 大久保朋
- シリーズ構成 - 丸戸史明 with 企画屋
- キャラクター原案 - かんざきひろ
- キャラクターデザイン - かんざきひろ、石野聡
- アニメーションディレクター - 石野聡
- コンセプト美術デザイン - ホッチカズヒロ
- メカニカルデザイン - 田中俊成
- メカニカルプロップデザイン - 赤石沢貴士
- 3Dディレクター - 長澤洋二
- 美術設定 - 海老澤卓也
- 美術監督 - 青井孝、小幡和寛
- 色彩設計 - 岩沢れい子
- 撮影監督 - 後藤晴香
- 編集 - 定松剛
- 音響監督 - 藤田亜紀子
- 音楽 - 林ゆうき
- 音楽制作 - アニプレックス
- 音楽プロデューサー - 清水博之、外村敬一
- プロデューサー - 斎藤俊輔、前田俊博、米内則智
- アニメーション制作 - Lay-duce
- 製作 - CC PROJECT（アニプレックス、アニマティック、電通、ムービック、KADOKAWA、Lay-duce）

## 主題歌
オープニングテーマ「コバルト」
作詞・作曲・編曲 - 谷口尚久 / 歌 - TrySail
第11話では未使用。第13話ではエンディングに使用。
エンディングテーマ「アネモネ」
作詞・作曲 - KOH / 編曲 - 湯浅篤 / 歌 - ClariS
第11話、第13話では未使用。

## 各話リスト
| #   | タイトル                 | 脚本     | 絵コンテ          | 演出              | 作画監督                                                                                             | 総作画監督        |
| --- | ------------------------ | -------- | ----------------- | ----------------- | --- | ----------------- |
| 1   | 遅れてきた転校生         | 丸戸史明 | 長崎健司          | 塚田拓郎 大久保朋 | 石野聡                                                                                               | -                 |
| 2   | リストラの教室           | 丸戸史明 | 長崎健司          | 大町生            | 熊膳貴志                                                                                             | 吉岡毅            |
| 3   | 経理部から来た女         | 丸戸史明 | 五十嵐卓哉        | いわもとやすお    | 齋藤温子                                                                                             | 吉岡毅 倉島亜由美 |
| 4   | 激突!ユニオンバトル      | 丸戸史明 | 長崎健司          | 大久保朋          | 井上和俊、上西麻耶 黒崎知栄実                                                                        | 石野聡 倉島亜由美 |
| 5   | 旅の恥は上書き           | 小柳啓伍 | ナガサキケンジ    | 古賀一臣          | 澤田美香、山﨑克之 福田裕輝                                                                          | 吉岡毅            |
| 5.5 | 旅の恥は上塗り           | 丸戸史明 | 政木伸一 塚田拓郎 | 政木伸一 塚田拓郎 | 櫻井拓郎、小倉典子                                                                                   | 倉島亜由美        |
| 6   | 忸怩たる一族             | 丸戸史明 | 京田知己          | 政木伸一          | 白井英介                                                                                             | 倉島亜由美        |
| 7   | 服部花子のいちばん長い日 | 小柳啓伍 | 西澤晋            | 大西景介          | 大貫健一                                                                                             | -                 |
| 8   | 金と選挙と学園祭         | 丸戸史明 | 増井壮一          | 塚田拓郎          | 熊膳貴志                                                                                             | 石野聡 倉島亜由美 |
| 9   | 歓喜なき勝利             | 丸戸史明 | 増井壮一          | 大久保朋          | 佐古宗一郎                                                                                           | -                 |
| 10  | 常務霧羽ナギサ           | 丸戸史明 | 寺岡厳            | 宮澤良太          | しまだひであき、南伸一郎 飯飼一幸、太田悌記 服部憲知、松下清志 井上和俊、飯田光尋 畠山佳苗、金田栄二 | 吉岡毅 石野聡     |
| 11  | それぞれの逆襲           | 丸戸史明 | 西澤晋            | 政木伸一          | 白井英介、熊膳貴志                                                                                   | 倉島亜由美 石野聡 |
| 12  | 希望と野望と絶望と       | 丸戸史明 | 増井壮一          | 大久保朋          | 大貫賢一、小澤円                                                                                     | -                 |
| 13  | 史上最大のプレゼン       | 丸戸史明 | 西澤晋            | 塚田拓郎 山岸大悟 | 井上和俊、佐古宗一郎                                                                                 | 石野聡            |

## 放送局
| 放送期間                 | 放送時間                     | 放送局    | 対象地域   | 備考               |
| ------------------------ | ---------------------------- | --------- | ---------- | ------------------ |
| 2015年7月4日 - 9月26日   | 土曜 1:55 - 2:25（金曜深夜） | TBSテレビ | 関東広域圏 |                    |
|                          | 土曜 2:10 - 2:40（金曜深夜） | 毎日放送  | 近畿広域圏 | 製作局             |
|                          | 土曜 2:37 - 3:07（金曜深夜） | CBCテレビ | 中京広域圏 |                    |
| 2015年7月5日 - 9月27日   | 日曜 0:00 - 0:30（土曜深夜） | BS-TBS    | 日本全域   | BS放送             |
| 2015年10月3日 - 12月26日 | 土曜 2:00 - 2:30（金曜深夜） | Dlife     | 日本全域   | BS放送             |
| 2018年1月13日 - 4月14日  | 土曜 21:30 - 22:00           | AT-X      | 日本全域   | CS放送 / 5.5話含む |

| 配信期間                | 配信時間                     | 配信サイト         | 備考                          |
| ----------------------- | ---------------------------- | ------------------ | ----------------------------- |
| 2015年7月5日 -          | 日曜 0:30（土曜深夜） 更新   | GYAO!              | 第1話無料、第2話以降1週間無料 |
| 2015年7月10日 - 10月2日 | 金曜 12:00 更新              | ニコニコチャンネル | 第1話無料、第2話以降1週間無料 |
| 2015年7月11日 - 10月3日 | 土曜 1:00 - 1:30（金曜深夜） | ニコニコ生放送     |                               |

## BD / DVD
| 巻 | 発売日         | 収録話          | 規格品番      | 規格品番      |
| 巻 | 発売日         | 収録話          | BD限定版      | DVD限定版     |
| -- | -------------- | --------------- | ------------- | ------------- |
| 1  | 2015年10月28日 | 第1話 - 第2話   | ANZX-11551/2  | ANZB-11551/2  |
| 2  | 2015年11月25日 | 第3話 - 第4話   | ANZX-11553/4  | ANZB-11553/4  |
| 3  | 2015年12月23日 | 第5話、第5.5話  | ANZX-11555/6  | ANZB-11555/6  |
| 4  | 2016年1月27日  | 第6話 - 第7話   | ANZX-11557/8  | ANZB-11557/8  |
| 5  | 2016年2月24日  | 第8話 - 第9話   | ANZX-11559/60 | ANZB-11559/60 |
| 6  | 2016年3月23日  | 第10話 - 第11話 | ANZX-11561/2  | ANZB-11561/2  |
| 7  | 2016年4月27日  | 第12話 - 第13話 | ANZX-11563/4  | ANZB-11563/4  |

## Webラジオ
『TVアニメ「Classroom☆Crisis」WEBラジオ 株式会社小澤亜李』のタイトルで2015年6月29日から10月5日まで、アニメ公式サイトと音泉にて配信されていたWebラジオ番組。毎週月曜に更新。パーソナリティは小澤亜李（瀬良ミズキ役）。初回は第00回としてプレ配信。2015年10月26日より番組を規模縮小し、『TVアニメ「Classroom☆Crisis」WEBラジオ 有限会社小澤亜李』のタイトルで配信、同年12月21日で終了。月1回月曜日に更新。

## 小説
いずれもMF文庫Jからの刊行となる。
Classroom☆Crisis
テレビアニメ本編のノベライズ作品。全3巻。
著者：田口一、カバーイラスト：倉島亜由美、本文イラスト：rin
1. 2015年7月24日発売
2. 2015年10月23日発売
3. 2016年1月25日発売

Classroom☆Crisis あなざーくらいしす
登場キャラクターの日常を描。全2巻。
著者：あさのハジメ、イラスト：きんぎん
1. 2015年7月24日発売
2. 2015年11月25日発売

## 漫画
月刊コミックアライブにて2015年8月号から2016年4月号まで連載された。テレビアニメ本編のコミカライズ作品。
- Classroom☆Crisis（MFコミックス アライブシリーズ）作画：たかの雅治
  1. 2016年3月23日発売、ISBN 978-4-04-067877-1
  2. 2016年3月23日発売、ISBN 978-4-04-068219-8